# Indovia
Indovia är ett släkte av steklar. Indovia ingår i familjen brokparasitsteklar.
Kladogram enligt Catalogue of Life:
| Indovia | \| \| Indovia decorata \| \| \| \| \| \| Indovia exsculpta \| \| \| \| |
|         | \| \| Indovia decorata \| \| \| \| \| \| Indovia exsculpta \| \| \| \| |
|         | Indovia decorata                                                       |
|         |                                                                        |
|         | Indovia exsculpta                                                      |
|         |                                                                        |